# اسنوکر
اسنوکر (به انگلیسی: Snooker) شکلی از بیلیارد است که روی میز بزرگی پوشیده از ماهوت سبز که دارای شش حفره (پاکت pocket) است بازی می‌شود. چهار پاکت در چهارگوشه میز و دو پاکت دیگر در وسط کنارهٔ میز قرار دارند. رنگ سبز رویه میز نشانی از دورانی‌ست که بازی بر روی چمن انجام می‌شده است؛ در آن زمان ضربه‌ها با عصا زده می‌شده و بعدها به میزهای کنونی و با چوب‌های حرفه‌ای‌تر تکامل یافته است. اسنوکر در فرهنگ لغت انگلستان به معنی زیرک، مارموز و… هست و معنی آن در بازی پنهان کردن، از دسترس دور کردن، سد کردن و ماسک کردن است.

## میز اسنوکر
میزهای این بازی در اندازه‌های مختلفی تولید می‌شود از جمله 10 ft × 5 ft, 9 ft × 4.5 ft, 8 ft × 4 ft, 6 ft × 3 ft و 4 ft × 2 ft. معمولاً درازای میز دو برابر پهنای آن است.
اندازه میز استاندارد برای بازی‌های رسمی، ۱۱ فوت در ۵ فوت یا معادل ۳۳۵/۲۸ در ۱۵۲/۴ سانتی‌متر است که شامل ۶ پاکت در کناره هاست. ۴ پاکت در کنج‌ها و دو پاکت در وسط باند طولی قرار دارند.

## توپ‌ها
| رنگ    | رنگ | امتیاز |
| ------ | --- | ------ |
| قرمز   |     | ۱      |
| زرد    |     | ۲      |
| سبز    |     | ۳      |
| قهوه‌ای |     | ۴      |
| آبی    |     | ۵      |
| صورتی  |     | ۶      |
| سیاه   |     | ۷      |

محل قرارگیری توپ‌ها و کیوبال (توپ سفید) داخل منطقه به اصطلاح D

این بازی شامل ۲۱ توپ است. ۱۵ توپ قرمز رنگ، یک توپ سیاه، یک توپ صورتی، یک توپ آبی، یک توپ قهوه‌ای، یک توپ سبز و یک توپ زرد.
هر توپ قرمز یک امتیاز دارد. سایر توپ‌ها به ترتیب: توپ مشکی = ۷، توپ صورتی = ۶، توپ آبی = ۵، توپ قهوه‌ای = ۴، توپ سبز = ۳ و توپ زرد = ۲ امتیاز است.

## قاعده بازی
داور در ابتدای بازی توپ‌ها را می‌چیند. به این صورت که توپ‌های قرمز به صورتی مثلثی چیده می‌شوند و توپ‌های رنگی در جایگاه مخصوص خود بر روی نقاط سفید رنگ مشخص شده(در تصویر مقابل) بر روی میز چیده می‌شوند. محل توپ سفید (که به نام «کیوبال» (CueBall) نیز شناخته می‌شود) را بازیکن شروع‌کننده تعیین می‌کند. این محل باید یا دقیقاً روی خط سفید یا روی خط منحنی یا نیم دایره سفید (که به D معروف است) یا داخل نیم دایره D باشد. همچنین با خطای پاکت شدن کیوبال به هر دلیل، مجدداً محل قرارگیری کیوبال همان محل توصیف شده می‌باشد و مکانی به جز آن برای قرارگرفتن کیوبال مجاز نیست.
قاعده کلی این بازی به این صورت است که تا زمانی که توپ قرمزی وجود داشته باشد؛ بازیکنان بایستی به صورت یک توپ قرمز و یک توپ دلخواه غیر قرمز و مجدداً یک قرمز و بعد یک توپ رنگی(غیر قرمز) پاکت کنند (یعنی داخل سوراخ‌ها بیندازند) و سپس(یعنی بعد از تمام شدن تمام توپ های قرمز) توپ‌های رنگی را به ترتیب امتیاز پایین به بالا(پایین ترین امتیاز توپ زرد با ۲ و مشکی با ۷ امتیاز می‌باشد) پاکت کنند. برای پاکت کردن توپ‌های رنگی پیش از پایان توپ‌های قرمز ترتیب خاصی وجود ندارد. البته باید توجه داشت که در صورتی که توپ رنگی پیش از پاکت شدن تمام توپ‌های قرمز وارد سوراخی شوند، آن توپ به محل اصلی خود در ابتدای بازی بازگردانده خواهد شد امّا در صورتی‌که توپ‌های قرمز تمام شده باشند، پاکت کردن توپ‌های رنگی تا آخرین آن‌ها ادامه می‌یابد مگر آنکه حریف از ادامه رقابت انصراف دهد و باخت را بپذیرد. پس از پایان توپ‌های قرمز، توپ زرد، سبز، قهوه ای، آبی، صورتی و سیاه به ترتیب باید پاکت شوند تا بازی خاتمه یابد.
بازیکنی که بیشترین امتیاز را به‌دست‌آورد برنده است.
حداکثر امتیازی که یک بازیکن قادر به گرفتن آن است ۱۴۷ امتیاز است که به آن ماکزیمم بریک گفته می‌شود.

## خطاها
خطاها برای توپ‌های زرد، سبز و قهوه‌ای چهار واحد، آبی ۵، صورتی ۶ و مشکی ۷ واحد است. این خطاها در صورتی که بازیکن به اشتباه به آن‌ها ضربه بزند (توسط توپ سفید، دست، چوب، رست) و همچنین بروز خطاهای دیگر در هنگام و در طول ضربه زدن به توپ‌ها اعلام شده است.
اگر توپ سفید هنگام وارد شدن ضربه به هیچ‌یک از توپ‌ها برخورد نکند خطا محسوب میشود و نحوه محاسبه امتیاز آن نیز مانند بالا می‌باشد به این صورت که اگر توپ هدف قرمز، زرد، سبز و قهوه‌ای باشد ۴ امتیاز برای حریف و درصورتی که توپ هدف به جز رنگ های اشاره شده باشد امتیاز خطا نیز متناسب با رنگ توپ به حریف داده خواهد شد.

## خطای لمس
حالتی که توپ سفید با یک توپ دیگر به هم چسبیده باشند، به آن تاچ (یا لمس) گفته می‌شود و در تاچ با توپ قرمز بازیکنی که نوبت ضربه‌اش است می‌تواند توپ را به هر سمتی که می‌خواهد بزند چرا که در ابتدا ضربه‌ای برای او محاسبه خواهد شد، لازم است ذکر شود که در هنگام این جداسازی اگه توپی که سفید با آن تاچ شده تکان بخورد خطا (هل دادن) رخ داده وابسته به اینکه کدام توپ با سفید تاچ بوده (قرمز، زرد، سبز و قهوه‌ای چهار امتیاز خطا، آبی = پنج امتیاز، صورتی = شش امتیاز و سیاه = هفت امتیاز) میزان خطا محاسبه می‌گردد.

## تجهیزات

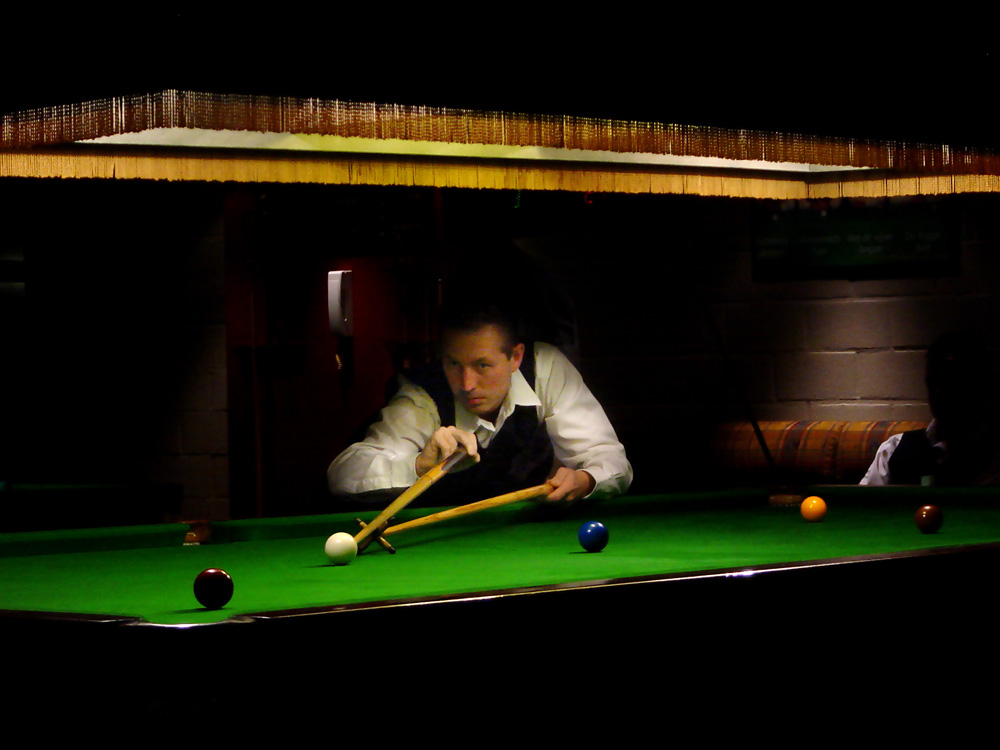
یک ضربه با کمک رست (چوبی که در دست چپ بازیکن قرار دارد و به عنوان تکیه‌گاه چوب اصلی از آن استفاده می‌شود)

- گچ: به نوک (تیپ) چوب بیلیارد زده می‌شود تا تماس مناسبی بین چوب و توپ سفید برقرار شود.
- تیپ: بر روی نوک چوب بیلیارد نصب می‌شود تا هم آسیب به چوب نرسد و هم امکان ضربات مختلف و چرخشی را میسر کند. جنس و متریال آن از مواد فشرده و چرم هست.
- چوب یا کیو: از جنس چوب (ساخته شده از چوب درخت ون (زبان گنجشک و چوب درخت افرا) یا فایبرگلاس بوده و از سر آن برای ضربه‌زدن به توپ سفید (کیوبال) استفاده می‌شود.
- رست: از نظر ظاهری مانند چوب عادی با سر X مانند می‌باشد و هنگامی استفاده می‌شود که توپ سفید در دسترس نباشد.
- مثلث: برای چیدن توپ‌های قرمز در شروع بازی از آن استفاده می‌شود.
- رست و چوب بلند: برای زدن توپ سفید هنگامی که توسط چوب و رست عادی قابل دسترسی نباشد استفاده می‌شود.
- اکستنشن: یا همان ته چوب که جدیداً به جای چوب بلند استفاده می‌شود.
- مگنت: وسیله‌ای است که برای نگهداری گچ از آن در حین بازی استفاده می‌شود.